# Honey (Mariah Carey)
Honey is een nummer van de Amerikaanse zangeres Mariah Carey uit 1997. Het is de eerste single van haar zesde studioalbum Butterfly.
Honey was de eerste single voor Mariah Carey na haar scheiding van platenbons Tommy Mottola. Ze had bovendien tegelijk met haar man, ook haar manager gedumpt, en wilde met haar nieuwe plaat (waar onder andere Honey opstaat) definitief een nieuwe richting inslaan. Mariah koos voor meer r&b in haar muziek. Ze vuurde tegelijk met haar nieuwe sound ook een nieuw imago af. Een imago waarbij ze voortaan ietsjes meer van zichzelf liet zien.
Het nummer werd in veel landen een hit. In de Amerikaanse Billboard Hot 100 haalde het de nummer 1-positie. In de Nederlandse Top 40 haalde het de 8e positie, en in de Vlaamse Ultratop 50 een bescheiden 30e positie.